# トーキング・モジュレーター

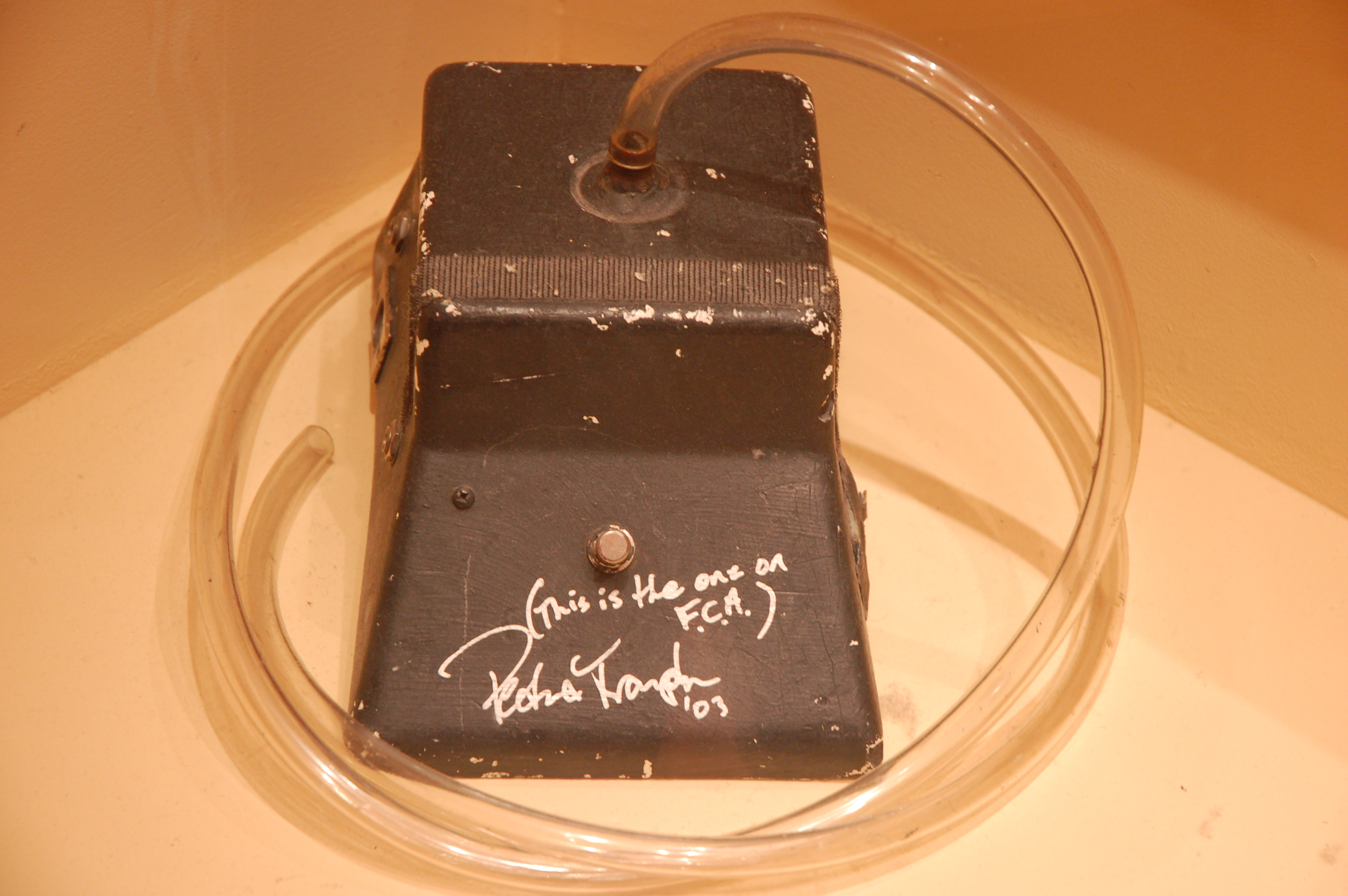
ピーター・フランプトンのトーキング・モジュレーター

トーキング・モジュレーター（talking modulator）は、楽器の音に人が喋っているようなフォルマントを加えるエフェクターの一種である。トーク・ボックス（talk box）とも呼ばれる。

## 概要
エレクトリックギターやシンセサイザー等の楽器の音を、アンプ内蔵のスピーカーではなく専用のスピーカーからビニールチューブなどを通して演奏者の口の中に導いて共鳴させ、ボーカル用マイクで音を拾う。
ヴォコーダーと混同されがちであるが、ヴォコーダーは、マイクで拾った声の周波数特性によりコントロールされたフィルターによって楽器音を加工している。すなわち口の中での共鳴による音の変化を電子的に再現したもの、といえるが、トーキング・モジュレーターではそれを実際に口の中で行っている。
原理として口の中に直接大きな音が流れ込む為、頭痛がする、振動で歯が欠けるなどと言われることもあるが、医学的に証明されてはいないようである。
トーキング・モジュレーターは1970年代から使用され始め、ピーター・フランプトン、ロジャー・トラウトマン、初期のエアロスミスやリッチー・サンボラ、ヤン・アッカーマン、ジェフ・ベック、ジョー・ウォルシュ、スティーヴィー・ワンダー、リック・デリンジャーらの使用で有名になった。

## 動作原理と構造
トーキング・モジュレーターは楽器用アンプに接続する外部スピーカーと切替スイッチを組み合わせたものである。
スピーカー部分は主に2種類の構造が存在する。
1. 内部スピーカーにコンプレッションドライバ（英語版）を使用する物。
コンプレッションドライバ（音をまっすぐ遠くへ飛ばすためのドライバユニット）を使用したタイプは、コンプレッション（圧縮）して出力するため、ホースを経由しても口元まで十分に音を飛ばすことができ発音もよく聞こえる。デメリットとしては音を出しながら口を閉じるとコンプレッションドライバに対して更に音の圧力がかかるためドライバへ負荷をかけ最悪ドライバが飛ぶ。トーキング・モジュレーターに使用されるコンプレッションドライバで有名なのがエレクトロボイス社の1823Mである。
2. 内部スピーカーにフルレンジコーンを使用する物。
コンピューター用スピーカー等のフルレンジタイプの物は出力はあまり大きく取れない物が多く、構造的に音を遠くへ飛ばすのには不向き。音量が小さいがパワーアンプも内蔵されている物が多く、配線の容易さは優れている。現在では、トーキング・モジュレーターとしてはほとんど利用されていない。

内部スピーカーに対して水道のホース程度のビニールチューブにより口腔内に音波を導き共鳴させるが、口腔内からの唾液が内部スピーカーに流れ込むと内部スピーカーの腐食などによる劣化がおこるために、マイクスタンド部分でホースを一回転させて唾液が溜まる場所を作るように設置する。
スピーカー切替部分はアンプからの出力を本来のスピーカーに接続する回線と、トーキングモジュレーターに接続する回線のいずれかに切り替える。同時使用はおこなわない。スピーカー部分ではなく楽器出力から通常の楽器用アンプとトーキングモジュレーター専用アンプを切り替える手法も考えられる。

## 楽器との組み合わせ
トーキングモジュレーターと楽器を組み合わせることによって、人間の声を楽器のように響かせることが出来る。
声のような楽器音の変化という面白さを生かすためには、音の変化が表れやすい倍音の多い音が向いている。
そのためギターではディストーションをかけた音、シンセサイザーではノコギリ波やパルス波などの波形が用いられる。
特にシンセサイザーでは、ノコギリ波を単音でならし、レガートやポルタメント、ピッチベンドなどを駆使して人間っぽく「歌い上げる」というスタイルが有名。　楽器側では複雑な波形は必要ないこともあり、ミニモーグなどモノフォニックのアナログ・シンセサイザーは使い勝手がよく、またデジタルシンセサイザーにおいてもモノ（単音）モードとポルタメントが必須とされる。ロジャー・トラウトマンが使用していたこともあり、ミニモーグやヤマハDX100などはいまだに人気が高い。

## 代表的な楽曲
- Silver Bells（ベンチャーズ）（1965年）
- Hey Lawdy Mama（ステッペンウルフ）（1970年）
- Butterfly Bleu（アイアン・バタフライ）（1970年）
- Rocky Mountain Way（ジョー・ウォルシュ）（1973年）
- Do You Feel Like We Do（紫の夜明け）（ピーター・フランプトン）（1973年）
- Superstition（迷信）（ベック・ボガート & アピス）（1973年）
- Teenage Love Affair（リック・デリンジャー）（1973年）
- East St. Louis Toodle-Oo（スティーリー・ダン）（1974年）
- Tell Me Something Good（ルーファス（英語版）（1974年）
- Show Me the Way（ピーター・フランプトン）[1][2]（1975年）
- Hair of the Dog（人食い犬）（ナザレス）（1975年）
- She's A Woman（ジェフ・ベック）（1975年）
- Dan Dare (Pilot of the Future)（エルトン・ジョン）（1975年）
- スウィート・エモーション（エアロスミス）（1975年）
- Haitian Divorce（ハイチ式離婚）（スティーリー・ダン）（1976年）
- Rest In Peace（ウィッシュボーン・アッシュ）（1976年）
- My Sweet Summer Suite（白銀のテーマ）（The Love Unlimited Orchestra（バリー・ホワイト））（1976年）
- A Real Mother for Ya（ジョニー・"ギター"・ワトソン）（1977年）
- Pigs (Three Different Ones)（ピンク・フロイド）（1977年）
- Funkify Your Life（ミーターズ）（1977年）
- ゲット・オフ（フォクシー）（1978年）
- More Bounce To The Ounce（ザップ）（1980年）
- So Ruff, So Tuff（ロジャー・トラウトマン）（1981年）
- I Heard It Through the Grapevine（悲しいうわさ）（ロジャー・トラウトマン）（1981年）
- Let's Groove（アース・ウィンド・アンド・ファイアー）（1981年）
- Dance Floor（ザップ）（1982年）[3]
- Computer Love（ザップ）（1985年）
- リヴィン・オン・ア・プレイヤー（ボン・ジョヴィ）[2]（1986年）
- I Want to Be Your Man（ロジャー・トラウトマン）（1987年）
- Kickstart My Heart（モトリー・クルー）（1989年）
- RHYTHM RED BEAT BLACK（TMN）（1990年）
- Man in the Box（アリス・イン・チェインズ）（1991年） ※近年のライブにて
- Falling Into Grace（レッド・ホット・チリ・ペッパーズ）（1995年）
- No Respect（エクストリーム）（1995年）
- California Love（2Pac）（1995年）
- トラブルメイカー（相川七瀬）（1997年）[2]
- snow drop（L'Arc〜en〜Ciel）（1998年）
- Generator（フー・ファイターズ）（2000年）
- THE NEPENTHES（L'Arc〜en〜Ciel）（2000年）
- イッツ・マイ・ライフ（ボン・ジョヴィ）（2000年）
- My Life（クール・G・ラップ（英語版））（2002年）
- 24K Magic（ブルーノ・マーズ）（2016年）

## 主な演奏者
- 今沢カゲロウ
- 植木豪 （PaniCrew）
- WODDYFUNK[4]（女性プレイヤー。ザップのグレゴリー・ジャクソンとボビー・グローヴァーらと2011年、2014年にアメリカツアーを行う）
- ORLAND[5]
- 葛城哲哉
- 清野桃々姫（BEYOOOOONDS）
- Como-Lee
- SHUSE
- JUVENILE
- スティーヴィー・ワンダー
- テディ・ライリー
- Tony Maiden（ルーファス）
- ピーター・フランプトン
- Fingazz
- POLYSICS
- リッチー・サンボラ
- ロジャー・トラウトマン（ザップ）
- Kzyboost
- L'Arc〜en〜Ciel